# 瓦伊利亞瓦克蘭山
12°12′51″S 75°47′14″W / 12.21417°S 75.78722°W
瓦伊利亞瓦克蘭山（Waylla Waqran），是秘魯的山峰，位於該國中南部利馬大區，由萬卡亞區和維蒂斯區負責管轄，屬於秘魯中部山脈的一部分，海拔高度4,600米。